# La Union
Koordinaten: 16° 30′ N, 120° 24′ O
La Union ist eine Provinz der Philippinen in der Ilocos-Region auf der Hauptinsel Luzon. Die Provinzhauptstadt ist San Fernando. Derzeitiger Gouverneur der Provinz ist Victor Ortega.

## Lage
An La Union grenzen die Provinzen Ilocos Sur im Norden, Benguet im Osten und Pangasinan im Süden. Die nördliche Grenze zur Provinz Ilocos Sur orientiert sich am Flusslauf des Amburayan bis zu seiner Mündung.
Im Westen befindet sich das Südchinesische Meer.

## Menschen und Kultur
In dem 1.493 km² großen Gebiet leben 786.653 Menschen (Zensus 1. August 2015), wodurch sich eine Bevölkerungsdichte von 527 Einwohnern pro km² ergibt. In der Provinz wird hauptsächlich Ilokano gesprochen.
93 Prozent der Bevölkerung sind Ilokanos, welche vorwiegend dem römisch-katholischen Glauben angehören. Kleinere Gemeinschaften von Pangasinans leben im Süden sowie Igorots an den Ausläufern der Philippinischen Kordilleren und einige Chinesen in den Städten.

## Wirtschaft
In der Provinz findet man Dienstleistungs-, Fabrikations- und Landwirtschaftsbetriebe. Der Hafen von San Fernando wächst ständig zu einem immer größeren Exporthafen heran und der ehemalige amerikanische Luftwaffenstützpunkt Wallace Air Station wurde in ein Gewerbe- und Industriegebiet umgewandelt.
Auch der Tourismus spielt eine wirtschaftliche Rolle. Die Strände von Bauang und weitere abgelegene im Norden sind bei Wassersportlern beliebt.

## Städte und Stadtgemeinden
La Union ist in 19 Stadtgemeinden und eine Stadt unterteilt, die sich wiederum in 576 Baranggays untergliedern.

### Städte
- San Fernando

### Stadtgemeinden
- Agoo
- Aringay
- Bacnotan
- Bagulin
- Balaoan
- Bangar
- Bauang
- Burgos
- Caba
- Luna
- Naguilian
- Pugo
- Rosario
- San Gabriel
- San Juan
- Santo Tomas
- Santol
- Sudipen
- Tubao